# Pseudocodiaceae
Famille
Les Pseudocodiaceae sont une famille d’algues vertes de l’ordre des Bryopsidales.

## Étymologie
Le nom vient du genre type Pseudocodium, composé du préfixe pseudo-, faux, et -codium qui fait référence au genre Codium (algues vertes de la famille des Codiaceae) en référence à la « superficielle ressemblance (de cette algue avec le genre) Codium ».

## Liste des genres
Selon BioLib (7 janvier 2022) :
- Pseudocodium Weber-van Bosse, 1896

Selon ITIS (7 janvier 2022) :
- Pseudocodium Weber-Van Bosse